# Rota (poema)
Rota (El Jurament) és un poema èpic polonès del segle xx famós per ser un himne de celebració, fins i tot va aspirar a ser l'himne nacional de Polònia. La lletra fou escrita el 1908 per l'activista polonesa, la poetessa Maria Konopnicka. La música la va compondre dos anys més tard el compositor i director d'orquestra Feliks Nowowiejski.

## Història
El poema de Konopnicka va esdevenir ràpidament un cant de protesta contra l'opressió de l'Imperi Alemany sobre la cultura polonesa als territoris occidentals polonesos ocupats per Alemanya, territoris que des del segle xviii després del repartiment de Polònia fins al 1918 formaven part de Prússia, després d'Alemanya.
Rota va publicar-se com a cançó durant una manifestació patriòtica a Cracòvia el 15 de juliol de 1910 per commemorar el 500è aniversari de la victòria poloneso-lituana sobre l'Orde Teutònic a la batalla de Grunwald. Des d'aleshroes, l'himne va fer-se més i més conegut arreu del país.
Fins al 1918 Rota va ser l'himne de l'Escoltisme Polonès. Quan Polònia s'independitzà el 1918, el poema Rota, ja el 1927, va ser proposat com a himne nacional del país.
Durant l'ocupació alemanya de Polònia en la Segona Guerra Mundial, en la vetlla de l'11 de novembre de 1939 (el dia de la Independència de Polònia), a Zielonka, una ciutat prop de Varsòvia, els escoltistes polonesos van penjar cartells amb el text del poema per tota la ciutat. Com a represàlia, les forces d'ocupació alemanyes van executar nou escoltistes juntament amb altres habitants de la ciutat. Avui dia a Zielonka hi ha un monument en honor dels assassinats, i el 2008 se'n va fer una pel·lícula, 11 listopada.
Després del 1989 va convertir-se l'himne oficial del Partit Popular Polonès i el 2010 l'autora del poema, Konopnicka, va ser honrada amb una resolució especial del Sejm de Polònia.